# يوليوس أرنولد كوخ
يوليوس أرنولد كوش (بالألمانية: Julius Arnold Koch)‏ هو كيميائي أمريكي وألماني، ولد في 15 أغسطس 1864 في بريمن في ألمانيا، وتوفي في 2 فبراير 1956 في بيتسبرغ في الولايات المتحدة.